# フィンガー・ピッキング

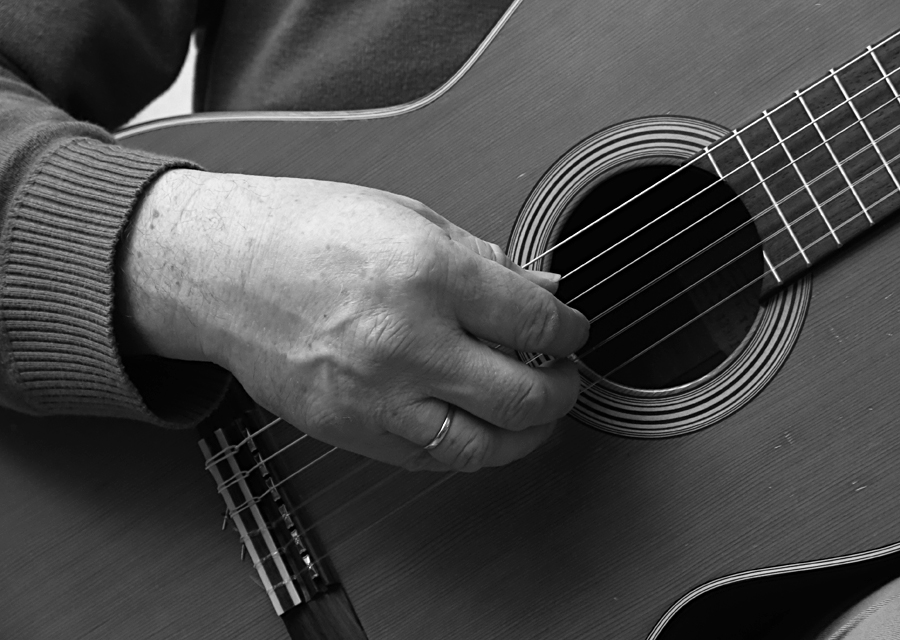
指弾きの例（クラシックギター）

フィンガー・ピッキング (Finger picking) とは、ギターなどの撥弦楽器を、ピックなどを使わず、指先と爪を使って弾(はじ)き演奏する奏法。指弾き。ヴァイオリンやコントラバスを含むクラシック楽器に用いる場合はピッツィカート、もしくはピチカートと呼ぶ。ジャンルとしてはクラシック音楽、フラメンコ、ラグタイム、カントリー・ミュージック、ブルース（特にカントリーブルースやデルタ・ブルースなど）、フォークソング、アフリカ音楽、ジャズ、ワールド・ミュージック、ボサノヴァなど、多くのジャンルでフィンガー・ピッキングを使用した演奏が行われている。

## 概要
主にクラシックギター、アコースティックギター、バンジョー、ウッドベースなどのアコースティック系の楽器で使用されるが、エレキギターなどでロックなど他の音楽ジャンルでも使用される。ただし、クラシック・ギターにおけるフィンガーピッキング奏法は厳密な取り決めが数多くあるのに対し、ロックやポピュラー音楽での奏法にはこれといった取り決めはほとんどなく、演奏者が独自に技法を開拓する場合がほとんどである。演奏者としては、フォーク・カントリーのジョン・フェイヒー、レオ・コッケらがいた。

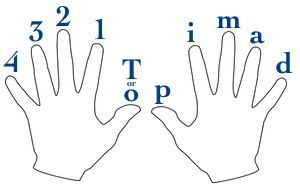
ギターの指の記号

5弦バンジョーの場合はほぼ必ず、スティール弦アコースティックギターやエレキギターの場合は音量や演奏者の好みに応じてフィンガーピックが演奏に用いられる。また、ベースにおいては、アコースティックベース、エレキベース、音楽ジャンルを問わず、ピック奏法に加え、フィンガー・ピッキングが用いられる事が多い。スラッピングやタッピングなどの奏法に移行しやすいため、特にテクニカルなプレイを好むプレイヤーはフィンガー・ピッキングを好む傾向がある。

## 技法

### フォーフィンガー・ピッキング
親指から薬指を順番に動かして分散和音やトレモロ奏法などを演奏する奏法である。ギターではクラシック・ポピュラー音楽の双方で最も一般的に用いられる。
演奏例
- パターン1
- パターン2
- パターン3
- パターン4

### スリーフィンガー・ピッキング

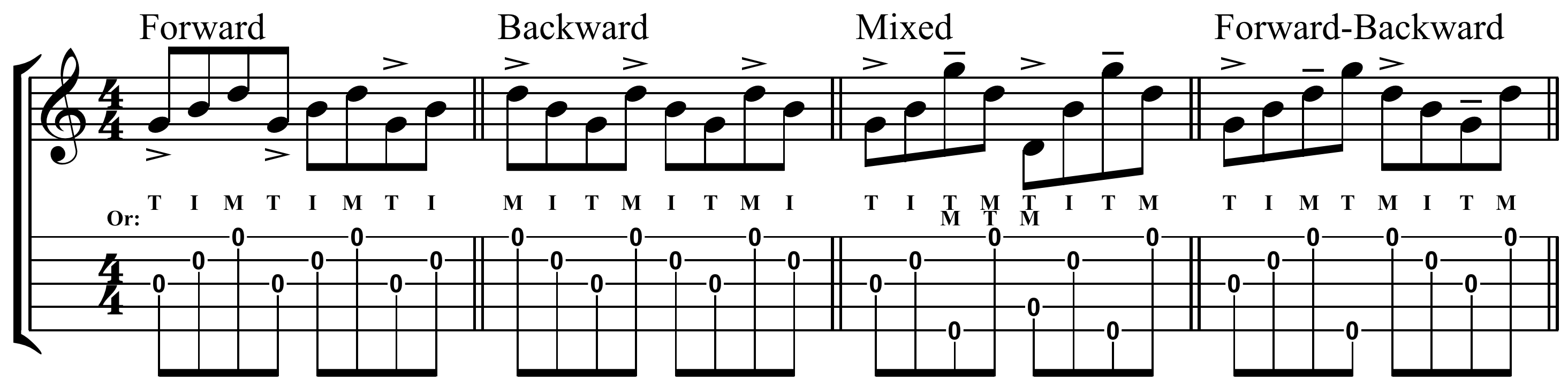
バンジョーでのスリーフィンガー・ピッキングの例（Gコード）

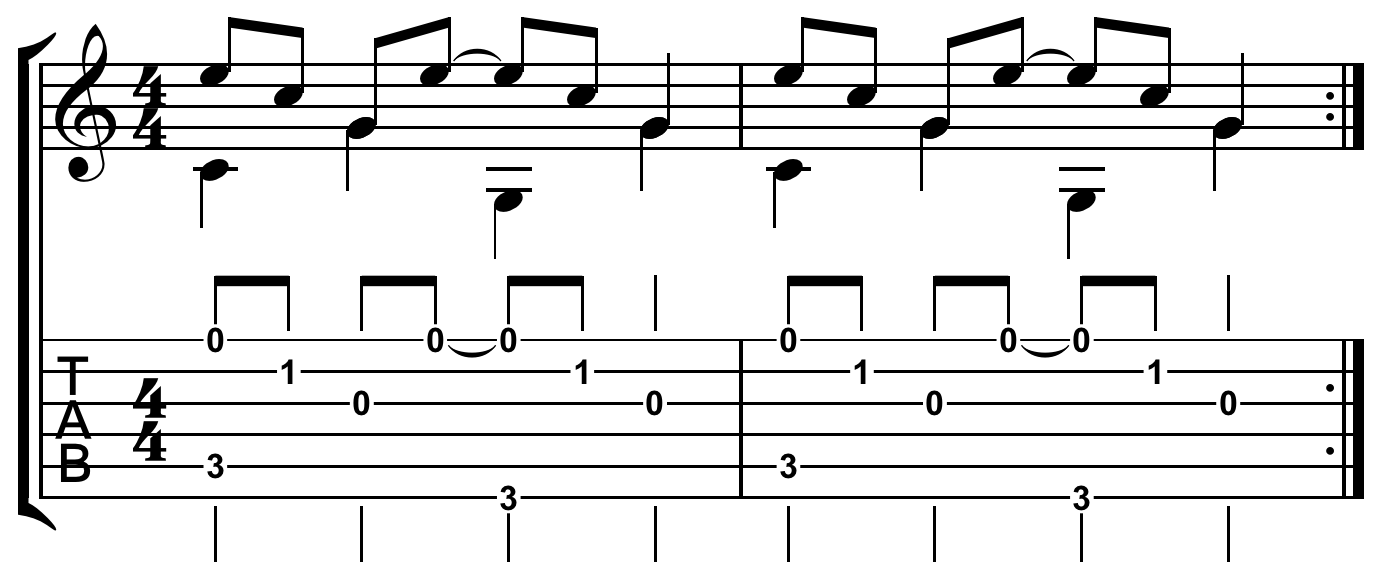
ギターでのスリーフィンガー・ピッキング (Travis picking) の例（Cコード）

親指から中指を順番に動かして分散和音やトレモロ奏法などを演奏する奏法である。もともと、ブルーグラスやカントリー・ミュージックにおける5弦バンジョーとアコースティック・ギターの演奏で一般的に用いられる奏法であり、そこから派生したかたちでフォークソングやロックのギター演奏においてもしばしば用いられる。
また、ベースにおけるスリーフィンガー・ピッキングはあまり一般的な奏法ではない。これは、ベースの演奏時には親指を支点として掌を固定するため、人差し指・中指・薬指の3本の指を用いて演奏することになり、薬指が他の指に比べて動かし辛く力が弱いためピッキングがバラつきやすいことによる。エレクトリック・ベースの演奏においてこの奏法を使用するベーシストでは、ジャズのスタンリー・クラークやアンソニー・ジャクソンなどが挙げられる。ジャズ・ベーシストのマシュー・ギャリソン（en:Matthew Garrison）やアドリアン・フェロー（en:Hadrien Feraud）などはこの奏法に親指を加えたフォーフィンガー・ピッキングを行うこともある。ウッドベースでは、ジャズ・ベーシストのニールス・ペデルセン（en:Niels-Henning Ørsted Pedersen）が人差し指～薬指の三本による高速なフレージングを自在にこなしたが、ペデルセンが編み出したこの奏法は極めて独自性が高く高度な技術を要するもので、追随者はほとんど現れていない。

### ツーフィンガー・ピッキング
- 人指し指と中指

コントラバスやベース・ギターに於けるフィンガー・ピッキングとしては最も一般的な奏法で、音楽のジャンルを問わず活用される。ピック奏法に比べると輪郭やアタックがぼやけがちだが、ニュアンスの変化は比較的付けやすい。
- 親指と人指し指

主にカントリー・ミュージック、ブルーグラスなどで用いられる奏法。ポール・マッカートニー、ポール・サイモン、PPMらが、この演奏方法で楽曲を発表したことがある。
アポヤンドとアル・アイレ
アポヤンド
スペイン語で「寄りかかる」と言う意味。
ギター・ベースで、ピッキングした後の指を隣の弦に触れて止める弾き方。
アル・アイレ
スペイン語で「空中に」と言う意味。
ギター・ベースで、ピッキングした後の指を隣の弦に触れさせない弾き方。